# Juri Sergejewitsch Tjukalow
Juri Sergejewitsch Tjukalow (russisch Юрий Сергеевич Тюкалов; englisch Yuriy Tyukalov; * 4. Juli 1930 in Leningrad, Russische SFSR, Sowjetunion; † 19. Februar 2018 in Sankt Petersburg) war ein sowjetischer Ruderer. Er gewann zwei olympische Goldmedaillen.

## Karriere
1948 war Tjukalow zusammen mit Kirsanow erstmals sowjetischer Meister im Doppelzweier geworden, von 1951 bis 1953 wurde er sowjetischer Meister im Einer. Bei den Olympischen Spielen 1952 in Helsinki war er seinen Gegnern völlig unbekannt. Er besiegte im Finale den australischen Titelverteidiger Mervyn Wood und den Polen Teodor Kocerka. Tjukalow war der erste sowjetische Olympiasieger im Rudern.
Bei der sowjetischen Meisterschaft 1955 gewann Tjukalow im Einer vor Alexander Berkutow und dem jungen Wjatscheslaw Iwanow. Nachdem Iwanow 1956 sowjetischer Meister wurde, wichen Tjukalow und Berkutow in den Doppelzweier aus. Sie wurden 1956 Europameister und siegten auch bei den Olympischen Spielen 1956 in Melbourne.
Tjukalow und Berkutow wurden von 1957 bis 1959 Europameister, wobei sie 1959 vor dem tschechoslowakischen Boot mit Václav Kozák und Pavel Schmidt gewannen. Bei den Olympischen Spielen 1960 unterlagen die Russen gegen Kozák und Schmidt. 1961 bei der Europameisterschaft gewannen dann wieder Tjukalow und Berkutow, die Tschechoslowaken wurden Dritte.
Tjukalow, der während seiner Karriere an der Leningrader Kunstakademie studiert hatte, wurde nach seiner Karriere Rudertrainer. 1976 fragte man ihn, ob er als Bildhauer den „Platz des Sieges“ in Leningrad gestalten wolle. Tjukalow beendete seine Trainerkarriere und wurde Bildhauer. Er arbeitete zwei Jahre am Platz des Sieges. Später schuf er Metallreliefs, so am Denkmal in Borodino und an der Kathedrale von Sankt Petersburg.

## Erfolge

### Olympische Spiele
- 1952: Gold im Einer
- 1956: Gold im Doppelzweier
- 1960: Silber im Doppelzweier

### Europameisterschaften
- 1956: Gold im Doppelzweier
- 1957: Gold im Doppelzweier
- 1958: Gold im Doppelzweier
- 1959: Gold im Doppelzweier
- 1961: Gold im Doppelzweier

## Einzelnachweis
1. ↑  Two-time Olympic rowing champion Tyukalov dies. AFP-Meldung Vanguard News, 19. Februar 2018, abgerufen am 22. Februar 2018 (englisch).

| Personendaten    | Personendaten                                                  |
| ---------------- | -------------------------------------------------------------- |
| NAME             | Tjukalow, Juri Sergejewitsch                                   |
| ALTERNATIVNAMEN  | Тюкалов, Юрий Сергеевич (russisch); Tyukalov, Yuriy (englisch) |
| KURZBESCHREIBUNG | russischer Olympiasieger im Rudern                             |
| GEBURTSDATUM     | 4. Juli 1930                                                   |
| GEBURTSORT       | Leningrad, Russische SFSR, Sowjetunion                         |
| STERBEDATUM      | 19. Februar 2018                                               |
| STERBEORT        | Sankt Petersburg, Russland                                     |